# Aleuritopteris argyrophylla
Aleuritopteris argyrophylla är en kantbräkenväxtart som beskrevs av Fée. Aleuritopteris argyrophylla ingår i släktet Aleuritopteris och familjen Pteridaceae. Inga underarter finns listade.